# Melitaea vacua
Melitaea vacua är en fjärilsart som beskrevs av Cabeau 1922. Melitaea vacua ingår i släktet Melitaea och familjen praktfjärilar. Inga underarter finns listade i Catalogue of Life.